# Rakuen (album)
Albums de Yui Horie
Sky
(2003) Usotsuki Alice to Kujira go wo meguru boken
(2005)
Singles
Rakuen (楽園) est le 4e album solo de Yui Horie, sorti sous le label Star Child le 28 avril 2004 au Japon.

## Présentation
L'album arrive 11e à l'Oricon et reste classé 5 semaines. Il contient en majorité des titres inédits ainsi que la chanson  Kokoro Harete Yoru mo akete présente sur le single Kokoro Harete Yoru mo akete. L'album sort au format CD et en édition limitée qui contient en plus un photobook.

## Liste des titres
| 1.  | Clover♣ (クローバー♣)                           | Ritsuko Okazaki (岡崎律子) | Ritsuko Okazaki (岡崎律子)  | 2:22 |
| 2.  | A Girl in Love                                  | Ritsuko Okazaki (岡崎律子) | Ritsuko Okazaki (岡崎律子)  | 3:14 |
| 3.  | Niji'iro☆Searching (虹色☆サーチ)                | Karen Shiina (椎名可憐)    | Tomoji Sogawa (十川知司)    | 4:52 |
| 4.  | Baby, I love you!                               | Kumoko (雲子)              | Kumoko (雲子)               | 3:29 |
| 5.  | Tutty Fruity                                    | Yuki Matsuura (松浦有希)   | Yuki Matsuura (松浦有希)    | 4:08 |
| 6.  | Koigokoro (恋ごころ)                            | Megumi                     | Funta                       | 4:07 |
| 7.  | Nami no Mabataki (波のまばたき)                 | Kumoko (雲子)              | Kumoko (雲子)               | 3:44 |
| 8.  | On my way                                       | atsuko                     | atsuko, Katsu               | 4:29 |
| 9.  | Try again                                       | atsuko                     | atsuko, Katsu               | 5:43 |
| 10. | Kokoro Harete Yo mo akete (心晴れて 夜も明けて) | Ritsuko Okazaki (岡崎律子) | Ritsuko Okazaki (岡崎律子)  | 3:18 |
| 11. | Egao no Rensa (笑顔の連鎖)                      | Ritsuko Okazaki (岡崎律子) | Ritsuko Okazaki (岡崎律子)  | 3:33 |
| 12. | Be Free (BE FREE)                               | Yuki Matsuura (松浦有希)   | Yuki Matsuura (松浦有希)    | 5:35 |
| 13. | Invitation                                      | Yuki Matsuura (松浦有希)   | Tatsuya Murayama (村山達哉) | 5:33 |